# Keep the Faith (chanson de Michael Jackson)
Pour les articles homonymes, voir Keep the Faith.
Pistes de Dangerous
Will You Be There
(11) Gone Too Soon
(13)
Keep the Faith est une chanson de Michael Jackson qui apparaît en douzième piste de l'album Dangerous. Elle a été écrite et composée par Siedah Garrett.

## Composition
Andraé Crouch et sa chorale, déjà présents sur Man in the Mirror (album Bad), apportent une touche de gospel à la chanson qui est du genre pop. 
Bruce Swedien expliquera dans une interview à Rolling Stone en 1992 les difficultés rencontrées par Michael Jackson pour enregistrer la chanson. Pris d'émotion, celui-ci était au bord des larmes : « J'ai pensé que nous aurions un gros, gros problème. Je lui ai dit : "reprends toi, il faut que tu affrontes cela maintenant", car il était tard, ajoutant : "nous ne rentrerons pas chez nous avant que tu l'aies chantée entièrement". C'était un peu effrayant mais il l'a fait, il s'est repris. Nous sommes retournés en studio refaire une démo et enregistrer la partie vocale jusqu'au bout. Nous n'avons pas quitté le studio jusqu'à l'aube. Une telle situation aurait pu devenir une réelle impasse. »

## Thème
« Keep The Faith » signifie littéralement « Garde la Foi ». Les paroles de la chanson évoquent le fait, grâce à la puissance de la foi, de surmonter les obstacles de la vie ainsi que de ne jamais perdre espoir et de croire en ses rêves. À l'instar de la piste précédente de l'album, Will You Be There, le titre ouvre à une interprétation spirituelle qui peut être religieuse ou laïque en fonction du sens que l'auditeur donne au mot « faith ».
Extraits : « All you need is the will to want it and uhh, little self-esteem » (« Tout ce dont tu as besoin est la force de le vouloir et euh, un peu de confiance en soi »). Ou encore : « I know that keepin' the faith means never givin' up on love, but the power that love has, to make it right, makes it, makes it right » (« Je sais que garder la foi signifie ne jamais désespérer en l'amour, mais le pouvoir que l'amour a, pour bien réussir, fait réussir, fait bien réussir »).